# Балдин, Георгий Иосифович
Георгий Иосифович Балдин (2 февраля 1922, с. Терновое, Курская губерния — 4 октября 1999, Ярославль) — командир орудийного расчёта 571-го артиллерийского полка 154-й стрелковой дивизии, сержант — на время представления к награждению орденом Славы 1-й степени. Полный кавалер ордена Славы (1943, 1944, 1945).

## Биография
Родился 2 февраля 1922 года в селе Терновое. Окончил 5 классов. Работал в колхозе.
Участник Великой Отечественной войны. 10 июня 1941 года был призван в Красную Армию. 21 июня с группой новобранцев прибыл в часть — 434-й батальон аэродромного обслуживания. В первый бой с немецко-вражескими захватчиками вступил, ещё не получив форму. Только на третий день войны призывники приняли военную присягу. В течение года в составе батальона красноармеец Балдин обеспечивал боевую работу истребительного авиационного полка, охранял аэродром. Бойцы тушили пожары, обезвреживали неразорвавшиеся авиабомбы, уничтожали десанты, которые несколько раз сбрасывались с вражеских самолётов. В их же обязанности входило минирование аэродрома и его сооружений перед отступлением.
В августе 1942 года батальон расформировали, и все бойцы были зачислены в 76-ю бригаду морской пехоты, отведенную в тыл на пополнение. Балдин попал в пулемётную роту, вторым номером в расчёт пулемёта «максим». В конце сентября 1942 года бригада вышла на передовые позиции в районе станции Горячий Ключ Краснодарского края. В ожесточённых боях десантники сдерживали напор врага, рвавшегося к Чёрному морю. В одном из боёв погиб весь расчёт Балдина, а он в азарте боя не заметил, как враг обошёл его справа и слева, и попал в плен. Потом был побег, выход к своим, проверки.
В феврале 1943 года Балдин прибыл с пополнением в 77-ю стрелковую дивизию. Здесь его определили в 239-й артиллерийский полк заряжающим в расчёте 76-миллиметровой противотанковой пушки. Полк осуществлял береговую оборону Таганрогского залива на участке от Азова до Темрюка. Прибыв на позиции, вместе с товарищами Балдин отбивал атаки быстроходных вражеских катеров. Вскоре молодой артиллерист хорошо освоил обязанности не только заряжающего, но и всех остальных бойцов расчёта. С августа того же года со своей частью, действующей в составе 44-й армии Южного фронта, артиллерист Балдин участвовал в боях за освобождение южной Украины, Донбасса.
9 октября 1943 года в бою у села Октоберфельд Токмакского района Запорожской области Украины расчёт, в составе которого был Балдин, отбил несколько атак пехоты противника. Тогда в бой вступили вражеские танки. Балдин, будучи раненным, не вышел из боя. Когда загорелись ящики со снарядами, рискуя жизнью, погасил огонь и продолжал подносить снаряды. В этом бою расчёт подбил три танка. Приказом по частям 77-й Краснознаменной стрелковой дивизии от 18 декабря 1943 года красноармеец Балдин Георгий Иосифович был награждён орденом Славы 3-й степени.
Дальше были ожесточённые бои за город Мелитополь, форсирование Сиваша, освобождение Джанкоя, Симферополя и других населённых пунктов Крыма. Младший сержант Балдин на подступах к Севастополю был уже наводчиком орудия. На подступах к городу русской славы его расчёт уничтожил 2 пулемёта, противотанковое орудие и более 10 вражеских солдат. 7 мая 1944 года начался штурм Севастополя. Силами левого фланга 51-й армии, на котором находилась 77-я стрелковая дивизия, наносился главный удар на участке Сапун-Гора — Карань. При прорыве обороны противника расчёт Балдина подавил огонь пяти пулемётных точек, вывел из строя около 20 солдат противника. Когда был убит командир расчёта, наводчик принял командование на себя. Участвовать в штурме самого города Г. И. Балдину не пришлось. Перед его дивизией стояла другая задача: прорвав вражескую оборону, выйти к берегу Чёрного моря и основным севастопольским причалам, чтобы помешать эвакуации вражеских войск. Эта задача была ею успешно решена. Приказом по войскам 51-й армии от 28 июня 1944 года младший сержант Балдин Георгий Иосифович был награждён орденом Славы 2-й степени.
Заслуженную награду артиллерист получил уже далеко от Крыма, в Прибалтике, куда после короткого отдыха были передислоцированы подразделения дивизии. Бойцы дивизии в составе 60-го стрелкового корпуса 2-й гвардейской армии вступили на Литовскую землю, участвовали в боях за освобождение Риги. Зимой 1945 года в боях на территории Восточной Пруссии сержант Балдин командовал расчётом в 571-м артиллерийском полку. 6 февраля в бою в районе местечка Альбрехсдорф расчёт сержанта Балдина, выдвинув орудие на прямую наводку, открыл огонь картечью по атакующей пехоте. Когда в бой вступили танки, Балдин первыми выстрелами поджёг один из них. В этот момент на позиции артиллеристов разорвался снаряд, и весь расчёт вышел из строя. Балдин был ранен, но не отошёл от орудия, подбил ещё один танк и бронетранспортёр.
Указом Президиума Верховного Совета СССР от 29 июня 1945 года за исключительное мужество, отвагу и бесстрашие, проявленные на заключительном этапе Великой Отечественной войны в боях с вражескими захватчиками, сержант Балдин Георгий Иосифович награждён орденом Славы 1-й степени. Стал полным кавалером ордена Славы.
После Победы продолжил службу в армии. В 1948 году старшина Балдин был демобилизован. Работал проходчиком на угольной шахте в Иркутской области. С 1980 года служил в органах Министерства внутренних дел. Жил в городе Ярославле. Скончался 4 октября 1999 года. Похоронен в Ярославле на Аллее Героев Воинского мемориального кладбища.
Награждён орденами Отечественной войны 1-й степени, Славы трёх степеней, медалями.